# أل بو قولك (أبشار)
أل بو قولك (بالفارسية: البوگولک) هي قرية تقع في إيران في أبشار. يقدر عدد سكانها بـ 503 نسمة بحسب إحصاء 2016.